# Рудковский, Николай Николаевич
Никола́й Никола́евич Рудко́вский (укр. Рудьковський Микола Миколайович; род. 18 декабря 1967, село Старый Быков Бобровицкого района, Черниговской области, Украинской ССР) — украинский политик и предприниматель, народный депутат Украины IV, V, VII созывов, экс-министр транспорта и связи (2006—2007), основатель Благотворительного фонда Николая Рудьковского.

## Биография до начала политической активности
Родился в семье учителей. В 1985 году окончил среднюю школу, в юности состоял в членах ВЛКСМ. В 1986—1988 годах служил в ВС СССР в Ракетных войсках стратегического назначения.

## Образование
В 1994 году окончил Венский экономический университет (Австрия), вернулся на Украину.
В 1996 году окончил исторический факультет Черниговского государственного педагогического института им. Т. Г. Шевченко, получив специальность «учитель истории и обществоведения».
В 2001 году окончил Киевский национальный экономический университет.

## Предпринимательская и политическая деятельность
На выборах 1994 года работал в предвыборном штабе Леонида Кучмы. В 1994—1996 годах главный консультант экономического управления (управления по вопросам экономики) администрации президента Украины Леонида Кучмы.
В 1996—1998 годах директор АО «Госинвест Украины».
С января 1998 года заместитель председателя правления АО «Укргазпром». После реформирования «Укргазпрома» в НАК «Нафтогаз Украины» стал заместителем генерального директора его ГК (Группа Компаний) «Торговый дом».
В конце 90-х Рудковский в партнерстве с Петром Порошенко основывает компанию Нефтегаздобыча. В начале нулевых после перехода Порошенко в оппозицию к президенту Леониду Кучем его доля в проекте оказалась у Нестора Шуфрича. Впоследствии друг и соратник Порошенко Игорь Кононенко заявлял о рейдерстве.
Член СПУ в 1999—2013 годах. Член Политсовета партии (1-й секретарь Политсовета с 2010.
В 2000—2002 годах помощник-консультант народного депутата Украины Валентины Семенюк.
Во время событий Оранжевого Майдана 2004—2005 года был на стороне оранжевых сил, участвовал в захвате государственных объектов.
В марте 2006 года Рудковский прошёл в Верховную Раду Украины по партийному списку СПУ (14 место) и тогда же был избран городским головой Чернигова, чему предпочёл членство в парламенте.
4 августа 2006 года назначен министром транспорта и связи в коалиционном правительстве Виктора Януковича (август 2006 — декабрь 2007). Проработал в этой должности весь срок полномочий этого Кабмина, в декабре 2007 покинул должность в связи с отставкой всего правительства. Был одним из инициаторов вхождения СПУ в коалицию с Партией Регионов и коммунистами.
На местных выборах-2010 на Украине возглавлял избирательный список СПУ в Черниговский областной совет.
Будучи первым секретарем политсовета СПУ, в августе 2011 года на выборах главы Соцпартии соперничал с её почётным председателем Александром Морозом, партию тогда возглавил Александр Мороз. (Выборы состоялись после ухода по собственному желанию с поста лидера Василия Цушко.)
Был избран депутатом Верховной Рады Украины от 210-го избирательного округа на парламентских выборах 28 октября 2012. Выборы проходили по смешанной (мажоритарно-пропорциональной) избирательной системе. Николай Николаевич Рудковский баллотировался как кандидат-мажоритарщик путём самовыдвижения. В новом парламенте (VII созыва) вошел во фракцию Партии регионов. Является членом Комитета по вопросам топливно-энергетического комплекса, ядерной политики и ядерной безопасности.
Исключён из Политсовета СПУ в ноябре 2011).
Считался одним из главных спонсоров партии. С 12 октября 2013 года был председателем Социалистической партии Украины.
В 2012 году в Нефтегаздобыче начался внутренний конфликт между Рудьковским и Шуфричем, лицензии компании были приостановлены. В конце года ДТЭК Рината Ахметова со скидкой выкупил 25 % акций у Рудьковского за 125 млн долл., после чего с 50 % акций занялось оперативным управлением компании.
После событий на Майдане Незалежности в ночь с 29 на 30 ноября 2013 года заявил о выходе из фракции Партии регионов, но официально вышел из фракции только 20 февраля 2014 года.
21 февраля 2014 года внёс в Верховную Раду законопроект об импичменте президенту Украины Виктору Януковичу.
В июне 2014 года возле посольства Российской федерации в Киеве состоялась акция протеста из-за трагедии со сбитым в Луганске военным самолётом Ил-76, что привело к гибели 49 человек. Мероприятие посетил Рудковский, который был холодно встречен протестующими из-за связи с Партией Регионов: сначала они пытались прогнать его, а потом дали ему камень и почти заставили его бросить в сторону здания посольства РФ, что и было им неловко сделано. В мае 2016 года суд в РФ заочно арестовал Рудковского по статье 360 УК РФ, 28 сентября 2018 года он был задержан в аэропорту «Внуково». 9 декабря 2019 года приговорён московским городским судом к двум годам лишения свободы в колонии общего режима и 14 млн рублей возмещения ущерба по двум гражданским искам.
1 ноября 2018 года включён в санкционный список России.
В апреле 2020 года вышел на свободу из российской тюрьмы, поблагодарил президента Владимира Зеленского за помощь в скорейшем освобождении.

## Состояние
Неоднократно попадал в рейтинги самых богатых людей Украины. В рейтингах «Форбс-Украина» за 2014 и 2016 год состояние Рудьковского оценивалось в 195 и 124 млн долл., по рейтингу журнала «Новое Время» (октябрь 2018) он занимает 28-е место со 165 млн долларов.